# Jiří Urbánek
Jiří Urbánek (* 18. června 1945 Brno) je bývalý český fotbalista.

## Fotbalová kariéra
V československé lize hrál za Duklu Praha v sezoně 1963/64 a za Spartak ZJŠ Brno v ročníku 1964/65. Vstřelil jednu prvoligovou branku, s Duklou vyhrál mistrovský titul.
Bydlí v Brně.

## Ligová bilance
| Ročník                                   | Zápasy | Góly | Minuty | Klub             |
| ---------------------------------------- | ------ | ---- | ------ | ---------------- |
| 1. československá fotbalová liga 1963/64 | 1      | 1    | 90     | Dukla Praha      |
| 1. československá fotbalová liga 1964/65 | 8      | 0    | 591    | Spartak ZJŠ Brno |
| CELKEM                                   | 9      | 1    | 681    |                  |